# Новосергеевка (Баштанский район)
Новосергеевка (укр. Новосергіївка) — село в Баштанском районе Николаевской области Украины.
Основано в 1870 году. Население по переписи 2001 года составляло 469 человек. Почтовый индекс — 56134. Телефонный код — 5158. Занимает площадь 1,17 км².

## Местный совет
56134, Николаевская обл., Баштанский р-н, село Новосергеевка, ул.Центральная, 28